# Bez wyjścia
Bez wyjścia – amerykański thriller z 1987 roku na podstawie powieści Kennetha Fearinga The Big Clock.

## Fabuła
Tom Farrell, oficer marynarki wojennej zostaje przeniesiony do Pentagonu. Jego przełożonym zostaje sekretarz obrony David Brice. Poznaje również kochankę Brice’a Susan Atwell. Ich związek przeradza się w miłość, ale kiedy dziewczyna postanawia odejść od Brice’a, ten w szale zabija ją. Sekretarz tuszuje sprawę i rzuca podejrzenie na Jurija, radzieckiego agenta KGB. Farrell ma go schwytać. Nie zdaje sobie sprawy, że to pułapka.

## Obsada
- Kevin Costner jako komandor porucznik Tom Farrell
- Gene Hackman jako sekretarz obrony David Brice
- Sean Young jako Susan Atwell
- Will Patton jako Scott Pritchard
- Howard Duff jako senator William Duvall
- George Dzundza jako Sam Hesselman
- Jason Bernard jako major Donovan
- Iman jako Nina Beka
- Fred Thompson jako szef CIA Marshall
- Leon Russom jako Kevin O’Brien